# Тайница
Тайни́ца (укр. Тайниця) — село, входит в Белоцерковский район Киевской области Украины.
Население по переписи 2001 года составляло 665 человек. Почтовый индекс — 09850. Телефонный код — 4560. Занимает площадь 3,142 км². Код КОАТУУ — 3224687401.

## Местный совет
09850, Київська обл., Тетіївський р-н, с. Тайниця, вул. Леніна, 49 тел. 2-53-71; 2-53-32  (укр.)